# 337 Devosa
337 Devosa (mednarodno ime je tudi  337 Devosa) je asteroid tipa X v glavnem asteroidnem pasu. 

## Odkritje
Asteroid je odkril francoski astronom Auguste Charlois ( 1864 – 1910) 22. septembra 1892 v Nici.. 
Izvor imena ni znan.

## Lastnosti
Asteroid Devosa obkroži Sonce v 3,68 letih. Njegova tirnica ima izsrednost 0,138, nagnjena pa je za 7,851° proti ekliptiki. Njegov premer je 59,11 km, okoli svoje osi se zavrti v 4,654 h .